# Кутуб-заде Кенан Абдуреїмович
Кенан Абдуреїмович Кутуб-заде (крим. Kenan Kutub-zade; 13 серпня 1906, Константинополь — 22 лютого 1981, Ростов-на-Дону) — радянський оператор-документаліст, фронтовий кінооператор кримськотатарського походження. Один із п'яти операторів, які зняли звільнення концтабору Аушвіц солдатами Червоної армії.

## Біографія
Народився у Константинополі. У листопаді 1906 року сім'я Кутуб-заде з Константинополя повернулася до Криму та оселилася в Бахчисараї. У 1920 році Кенан вступив до Бахчисарайського художньо-промислового технікуму на відділення поліграфії, в 1925 закінчив навчання за спеціальністю «технік-поліграфіст» і був направлений в Ялтинський райком комсомолу.
З 1927 до 1932 року працював асистентом оператора на Ялтинській кіностудії, з 1932-го — на кіностудії «Востоккино» в Москві (з 1933-го — «Востокфильм»), де брав участь у зйомках фільму «Тунель» / «Вітер на площині» (1933). З 1935 року — на «Мостехфільмі», з лютого 1936 року — на Казанській студії кінохроніки і з липня 1937 року — кінооператор Московської студії кінохроніки. Закінчив операторський факультет ВДІК в 1941 році.
На фронті з 1942 року — кінооператор Політуправління 1-го Українського фронту. Брав участь у бойових операціях, у тому числі: Букринській, Київській, Житомирсько-Бердичівській, Корсунь-Шевченківській наступальних операціях, розгромі німецьких військ у Західній Україні, Польщі, Берлінській наступальній операції. Кадри, зняті Кутуб-заде спільно з іншими операторами у концтаборі Аушвіц, були долучені до звинувачення нацистських злочинців на Нюрнберзькому процесі.
Член ВКП(б) з 1939 року, член Спілки кінематографістів СРСР з 1959 року.
Після війни він продовжував знімати по всьому Радянському Союзу, маючи можливість подорожувати по всій країні, оскільки йому вдалося уникнути статусу «спецпоселенця». Він жив у Ризі, а потім у Середній Азії, перш ніж врешті-решт оселився в Ростові, де навчав багатьох інших операторів.
Кутуб-заде помер 22 лютого 1981 року в Ростові-на-Дону.

### Сім'я
- Перша дружина — Есма Куртсеїтова;
  - Син — Ісмет Кутуб-заде (нар. 1933), кінооператор ЦТ «Останкіно» в Москві;
- Друга дружина — Віра Миколаївна Геск (1919- ?), режисер кіноперіодики;
  - Син — Тимур Кутуб-заде (нар. 1948), геолог[10][11].

## Фільмографія
- 1936 — Радянська кіноплівка
- 1938 — Перше Травня (спільно з групою операторів; немає в титрах)
- 1939 — Відкриття ВСГВ (спільно з групою операторів)
- 1939 — Парад молодості (спільно з групою операторів)
- 1940 — День нового світу (спільно з групою операторів)
- 1940 — СРСР — велика залізнична держава (спільно з С. Семеновим)
- 1941 — Ми з вами, бойові товариші (спільно з М. Глідером)[12]
- 1941 — Наша Москва (у Бойовому кінозбірнику № 5) (спільно з І. Бєляковим, Й. Вейнеровичем, М. Глідером, О. Рейзман, В. Соловйовим, В. Фроленком)
- 1941 — Прибуття в СРСР англійської та американської делегацій на нараду трьох держав (спільно з групою операторів)
- 1942 — День війни (спільно з групою операторів)
- 1943 — Битва за нашу Радянську Україну (спільно з групою операторів)
- 1943 — Комсомольці (спільно з групою операторів)
- 1943 — Крила народу (не випущений; спільно з групою операторів)
- 1943 — Слов'яни, до зброї! / Третій всеслов'янський мітинг (спільно з групою операторів)
- 1945 — Олександр Покришкін (спільно з групою операторів)
- 1945 — У Верхній Сілезії (фронтовий спецвипуск № 2) (спільно з групою операторів)
- 1945 — Всесоюзний парад фізкультурників / Всесоюзний фізкультурний парад (кольоровий та ч/б; спільно з групою операторів)
- 1945 — Кінодокументи про звірства німецько-фашистських загарбників (спільно з групою операторів)
- 1945 — Освенцим (спільно з М. Ошурковим, М. Биковим, А. Павловим, О. Воронцовим]])[13]
- 1945 — Визволена Чехословаччина (спільно з групою операторів)
- 1945 — Від Вісли до Одера (фронтовий спецвипуск № 7) (спільно з групою операторів; немає в титрах)
- 1945 — Перемога на Правобережній Україні (спільно з групою операторів)
- 1946 — XXIX Жовтень (спільно з групою операторів)
- 1946 — 1 Травня (кольоровий; спільно з групою операторів)
- 1947 — Велике всенародне свято (спільно з групою операторів)
- 1947 — День країни-переможця (спільно з групою операторів)
- 1947 — Радянська Литва (спільно з групою операторів; немає в титрах)
- 1949 — На кубанській землі (спільно з групою операторів)
- 1949 — Перебування в СРСР делегації селян Чехословаччини (спільно з групою операторів)
- 1954 — У селі Ракитине
- 1955 — Найкращі нафтові господарства МТС
- 1958 — Одинадцять відважних
- 1958 — У них одна мета
- 1959 — Розповідь про одне місто
- 1960 — Місто біля моря
- 1961 — 8 днів у «Супутнику»
- 1961 — Династія Кончевських
- 1962 — Народні академіки
- 1964 — Освоєння та окультурювання солонців
- 1965 — У небі Покришкін (спільно з групою операторів)
- 1966 — Репортаж із зали суду
- 1968 — Промислова переробка яєць
- 1968 — Веселка над Доном
- 1969 — Володимир Первицький та його друзі комсомольці
- 1969 — Гірські сади та виноградники
- 1970 — Перспективні сорти яблук

## Нагороди
- Орден Вітчизняної війни II ступеня (22 вересня 1944)[14]
- Орден «Знак Пошани»
- Орден Червоної Зірки (16 червня 1945)[15]
- Орден Червоного Прапора

## Пам'ять
- 15 травня 2015 року біля Будинку кіно Ростовського обласного відділення Союзу кінематографістів Росії відбулося відкриття меморіального каменю, присвяченого фронтовим кінооператорам Ростовської Ордена «Знак Пошани» кіностудії — літописцям Великої Вітчизняної війни, серед яких Кенан Кутуб-заде[16];
- 16 серпня 2016 року в окупованому місті Сімферополь на базі Кримськотатарського музею культурно-історичної спадщини відбувся вечір пам'яті, присвячений 110-річчю від дня народження фронтового оператора Кенана Кутуб-заде[17];
- 11 жовтня 2018 року в окупованому місті Ялта відбулося відкриття меморіальної дошки на честь Кенана Кутуб-заде на Ялтинській кіностудії[18].